# Hassan Maatouk
Hassan Maatouk, né le 10 août 1987 à Sir el Gharbiyeh, est un football international libanais qui évolue au poste d'attaquant au Al-Ansar.

## Palmarès

### En club
- Al Ahed
  - Champion du Liban en 2008, 2010 et 2011.
  - Vainqueur de la Coupe du Liban en 2005, 2009 et 2011.
  - Vainqueur de la Coupe d'élite du Liban en 2008, 2010 et 2011
  - Vainqueur de la Supercoupe du Liban en 2008, 2010 et 2011.
- Nejmeh
  - Vainqueur de la Coupe d'élite du Liban en 2017, 2018
- Al Ansar
  - Champion du Liban en 2021.

### Distinction personnelle
- Meilleur joueur
  - Meilleur joueur du championnat du Liban (4) : 2010, 2011, 2018, 2019.
  - Équipe type du championnat du Liban (4)  : 2010, 2011, 2018, 2019.

- Meilleur buteur
  - Meilleur buteur du Championnat du Liban (2): 2011 (15 buts) et 2021 (14 buts).
  - Meilleur buteur du Coupe d'élite du Liban (2): 2008 (3 buts) et 2019 (4 buts).

## Statistiques détaillées

### Buts internationaux
| Buts (5) en sélection de Hassan Maatouk au 15 juin 2012 | Buts (5) en sélection de Hassan Maatouk au 15 juin 2012 | Buts (5) en sélection de Hassan Maatouk au 15 juin 2012 | Buts (5) en sélection de Hassan Maatouk au 15 juin 2012 | Buts (5) en sélection de Hassan Maatouk au 15 juin 2012 | Buts (5) en sélection de Hassan Maatouk au 15 juin 2012 | Buts (5) en sélection de Hassan Maatouk au 15 juin 2012 |
|                                                         | Date                                                    | Lieu                                                    | Adversaire                                              | Score                                                   | Résultat                                                | Compétition                                             |
| ------------------------------------------------------- | ------------------------------------------------------- | ------------------------------------------------------- | ------------------------------------------------------- | ------------------------------------------------------- | ------------------------------------------------------- | ------------------------------------------------------- |
| 1.                                                      | 23 juillet 2011                                         | Stade Camille-Chamoun, Beyrouth (Liban)                 | Bangladesh                                              | 1 - 0                                                   | 4 - 0                                                   | Éliminatoires Coupe du monde 2014                       |
| 2.                                                      | 17 août 2011                                            | Stade Saïda, Saïda (Liban)                              | Syrie                                                   | 1 - 0                                                   | 2 - 3                                                   | Match amical                                            |
| 3.                                                      | 11 octobre 2011                                         | Stade Camille-Chamoun, Beyrouth (Liban)                 | Koweït                                                  | 1 - 0                                                   | 2 - 2                                                   | Éliminatoires Coupe du monde 2014                       |
| 4.                                                      | 11 octobre 2011                                         | Stade Camille-Chamoun, Beyrouth (Liban)                 | Koweït                                                  | 2 - 1                                                   | 2 - 2                                                   | Éliminatoires Coupe du monde 2014                       |
| 5.                                                      | 29 février 2012                                         | Stade Al-Nahyan, Abu Dhabi (Émirats arabes unis)        | Émirats arabes unis                                     | 2 - 2                                                   | 4 - 2                                                   | Éliminatoires Coupe du monde 2014                       |